# 토마시 갈라세크
토마시 갈라세크(체코어: Tomáš Galásek, 1973년 1월 15일, 체코슬로바키아 프리데크미스테크 ~ )는 체코의 은퇴한 축구 선수이자, 지난 2006년 FIFA 월드컵 체코 대표팀의 주장이었다.

## 수상
아약스
- 에레디비시 : 2001-02, 2003-04
- KNVB 컵 : 2001-02, 2005-06
- 네덜란드 슈퍼컵 : 2002, 2005

 뉘른베르크
- 2006-07 DFB-포칼 우승

 체코
- UEFA 유로 2004 4강